# Glee, le concert 3D
Pour plus de détails, voir Fiche technique et Distribution.
Glee, le concert 3D (Glee: The 3D Concert Movie) est un film documentaire musical américain réalisé par Kevin Tancharoen, sorti en 2011.

## Synopsis
Le film est axé sur la tournée 2011. On peut donc y retrouver Rachel, Puck, Finn, Quinn, Kurt, Brittany et Mercedes, Santana ainsi que Sam réinterpréter Slave 4 U, Don't stop Believing ou encore Firework, ainsi que de nombreux témoignages de fans sur le fait que Glee a changé leur vie.

## Fiche technique
- Titre : Glee, le concert 3D
- Autres titres français : Glee! On Tour, le film 3D ; Glee, le concert (titre DVD)
- Titre original : Glee: The 3D Concert Movie
- Autre titre anglais : Glee! On Tour 3D
- Réalisation : Kevin Tancharoen
- Photographie : Glen MacPherson (en)
- Montage : Myron I. Kerstein, Jane Moran et Tatiana S. Riegel
- Production : Ryan Murphy et Dante Di Loreto
- Société de distribution : 20th Century Fox (États-Unis)
- Format : 2.35:1 - Cinéma numérique 3-D
- Langue : anglais
- Genre : Film de concert
- Durée : 84 minutes
- Dates de sortie :
  - États-Unis , Canada : 12 août 2011
  - France : 28 septembre 2011
- Classification : Tous publics

## Distribution
- Lea Michele (VF : Kelly Marot) : Rachel Berry
- Dianna Agron (VF : Noémie Orphelin) : Quinn Fabray
- Chris Colfer (VF : Olivier Podesta) : Kurt Hummel
- Darren Criss (VF : Stanislas Forlani) : Blaine Anderson
- Ashley Fink (VF : Sylvie Jacob) : Lauren Zizes
- Kevin McHale (VF : Taric Mehani) : Artie Abrams
- Cory Monteith (VF : Charles Pestel) : Finn Hudson
- Heather Morris (VF : Laurence Sacquet) : Brittany Pierce
- Chord Overstreet (VF : Antoine Schoumsky) : Sam Evans
- Amber Riley (VF : Adeline Moreau) : Mercedes Jones
- Naya Rivera (VF : Valérie Nosrée) : Santana Lopez
- Mark Salling (VF : Emmanuel Garijo) : Noah Puckerman
- Harry Shum Jr (VF : Yann Le Madic) : Mike Chang
- Jenna Ushkowitz (VF : Laëtitia Godès) : Tina Cohen-Chang

## Accueil
Le film a un peu déçu par le fait qu'on ne retrouve ni Sue Sylvester, ni Will Schuester, ou encore Emma Pilsburry, mais a été bien accueilli par la critique des spectateurs[réf. nécessaire]. Il n'a pas été doublé en français pour sa sortie en salles, mais uniquement pour la sortie DVD.

## Box-office
| Pays ou région | Box-office   | Date d'arrêt du box-office | Nombre de semaines |
| -------------- | ------------ | -------------------------- | ------------------ |
| Mondial        | 18 663 238 $ | 19 août 2011               | 1                  |

## Sorties DVD
Le concert est sorti en vidéo le 8 février 2012 en France. Il est disponible en DVD et en Blu-ray 3D (et comprend également le Blu-ray, le DVD et la copie digitale).